# Integade (København)
 For alternative betydninger, se Integade. (Se også artikler, som begynder med Integade)
Integade var et stræde i Indre By i København, der løb mellem Østergade og Lille Kongensgade. Da den nye gade Bremerholm blev anlagt i 1930'erne, blev husene i gadens vestside revet ned for at skabe plads til den nye gade, mens husene på gaden østside blev bevaret og stadig eksisterer i dag.
Da der var et stykke plads til overs mellem Integades bevarede husrække og den nye gades kørebane, opstod der en ny lille plads foran den gamle husrække, der uformelt er kendt i dag som Magasins Torv, da den skaber forbindelse mellem Strøget og stormagasinet Magasin du Nord.
Bygningen på hjørnet af Østergade og Integade husede fra 1884 til 1912 redaktionen for Dagbladet Politiken, indtil bladhuset flyttede til sin nuværende placering på Rådhuspladsen.